# Richard Shuttleworth
Richard Ormonde „Dick” Shuttleworth (ur. 16 lipca 1909 roku w Old Warden, zm. 2 sierpnia 1940 roku w Ewelme) – brytyjski kierowca wyścigowy, pilot i kolekcjoner historycznych samochodów i samolotów. Zginął w wypadku lotniczym w 1940 roku.

## Kariera wyścigowa
W wyścigach samochodowych Shuttleworth startował głównie w wyścigach Grand Prix. Był kierowcą Bugatti T51 w 1934 roku oraz Alfa Romeo Tipo B w latach 1935-1936. Na podium stawał trzykrotnie: był trzeci w Donington Trophy w 1934 roku oraz zwyciężał w 1935 roku w Grand Prix Donington i Mountain Championship. Wycofał się ze ścigania po ciężkim wypadku w Grand Prix RPA 1936